# Леер, Александр Фридрихович
Леер Александр Фридрихович (1894, Житомир — октябрь 1972, Кривой Рог, Днепропетровская область) — советский военно-морской деятель. Командир крейсера «Аврора». Капитан 1-го ранга (1936).

## Биография
Родился в 1894 году в городе Житомир.
Участвовал в Первой мировой войне, Гражданской войне и в дальних походах.
В 1917 году — участник штурма Зимнего дворца в составе отряда балтийских моряков. Член ВКП(б) с 1919 года.
В 1922 году окончил Курсы командного состава флота. С 1922 года — на руководящих должностях в Морских силах Балтийского моря.
В январе 1928 — сентябре 1930 года — командир крейсера «Аврора». В 1929 году окончил КУВНАС при Военно-морской академии.
С 1930-х годов переведён на Морские силы Чёрного моря. По 1933 год — командир крейсера «Червона Украина». С 26 декабря 1933 по 1935 год — командир линкора «Марат» Балтийского флота. Капитан 1-го ранга (приказ 01713/п от 31.05.1936). В 1938 году был арестован, уволен со службы.
После восстановления в звании на береговой службе. В 1941—1945 годах — начальник ПВО Тульского металлургического завода.
С 1953 года — капитан 1-го ранга в отставке.
С 1967 года жил в городе Кривой Рог, где умер в октябре 1972 года.

## Награды
- Орден Красной Звезды (27 мая 1934)[3] — «Отмечая высокие показатели боевой и политической подготовки, достигнутые РККА и самоотверженную работу бойцов, командиров и политработников по укреплению боевой мощи РККА — ЦИК СССР постановляет: За особо выдающиеся успехи в боевой, политической и технической подготовке соединений, частей и подразделений РККА по результатам 1933 года и предыдущих лет — наградить орденом „Красной Звезды“»;
- Орден Красного Знамени.